# Melanophryniscus sanmartini
Melanophryniscus sanmartini é uma espécie de anfíbio anuro da família Bufonidae.  Também conhecida popularmente como “San Martin red belly toad” (Sapo-da-barriga-vermelha de San Martin). Apresenta dorso escuro com textura verrucosa e algumas manchas marrom claro. O ventre apresenta manchas alaranjadas e uma faixa avermelhada na região das coxas. M. sanmartini foi descrita em 1968 e era considerada endêmica a algumas regiões do Uruguai, com o holótipo sendo o único exemplar adulto disponível. Em 2010 foram encontrados novos registros da espécie no estado de Rio Grande do Sul. Seu habitat parece estar restrito a áreas montanas, com campos úmidos e afloramentos rochosos no domínio fitogeográfico de Pampas. O gênero Melanophryniscus conta com mais 25 espécies distribuídas por países da América do Sul.

## Taxonomia e Classificação
Melanophryniscus sanmartini Klappenbach, 1968 é o nome científico correto e aceito para essa espécie. O holótipo faz parte da coleção de anfíbios do Museu Nacional de História Natural de Montevidéu (MHNM).
Reino Animalia
Filo Chordata
Gnathostomata
Sarcopterygii
Tetrapoda
Classe Amphibia
Ordem Anura
Família Bufonidae
Gênero Melanophryniscus

## Reprodução e Desenvolvimento
O tamanho é uma característica importante de seu dimorfismo sexual. As fêmeas são ligeiramente maiores que os machos na maturidade, fêmeas têm de 2,3 a 2,6 centímetros, enquanto os machos 1,9 a 2,2 centímetros.
Algumas observações da espécie no Brasil sugerem um modo reprodutivo explosivo na estação chuvosa. Foi registrado maior atividade de reprodução, contabilizada pelo canto de machos, após o pôr do sol (entre 18h e 00h), em locais com poças temporárias após chuvas fortes.
O girino de Melanophryniscus sanmartini habita ambientes lênticos, de poças temporárias. Um estudo comparativo da ecomorfologia de girinos de espécies do gênero Melanophryniscus que habitam ambientes lênticos, lóticos e fitotelmos revela um complexo compartilhamento de características morfológicas entre espécies com diferentes modos reprodutivos.

## Hábito alimentar
Estudos sobre os hábitos alimentares de Melanophryniscus sanmartini ainda são escassos na literatura. Em geral, várias espécies do gênero consomem principalmente formigas, ácaros e besouros.

## Distribuição
Modelos recentes mostram que a atual distribuição de M. sanmartini ocupa 79.665 km² em regiões de campos montanhosos entre o sul do estado do Rio Grande do Sul e em algumas regiões do leste do Uruguai.

## Citogenética
Melanophryniscus santmartini apresenta genoma nuclear diploide, com 11 pares de cromossomos (2n = 22). A partir de informações citogenéticas, existe proximidade citotaxonômica de Melanophryniscus sanmartini a espécies do grupo Melanophryniscus moreirae. Esses relacionamentos ainda precisam ser testados em uma abordagem filogenética.

## Doenças
Melanophryniscus sanmartini é a primeira espécie de anfíbio neotropical selvagem com relato de neoplasia espontânea. O registro mostrou um tipo de tumor gorduroso, considerado um lipoma subcutâneo. Esse tumor apresentava células de gordura adjacentes ao tecido conjuntivo fibroso e aparentava ser uma neoplasia benigna.

## Ameaças
De acordo com a União Internacional para Conservação da Natureza (IUCN), M. sanmartini é classificado como “Quase ameaçada”. As principais causas de ameaça são a diminuição de seu habitat natural por silvicultura, pecuária extensiva e agricultura. Outras fontes também apontam a distribuição fragmentada de suas populações como um fator de ameaça à essa espécie.